# 昆西 (伊利诺伊州)
昆西（英語：Quincy，/ˈkwɪnsi/ KWIN-see），被称为伊利诺伊的“宝石之城”（Gem City），是美国伊利诺伊州亞當斯縣的县城，位于密西西比河河畔。2010年人口普查显示该城市人口40,633人，比2000年时的40,366人有所增加。2015年7月1日，估计该城市人口有77,220人。